# سیارک ۷۵۳۸
سیارک ۷۵۳۸ (به انگلیسی: 7538 Zenbei، نامگذاری:1996VE6) هفت هزار و پانصد و سی و هشتمین سیارک کشف شده‌است که در ۱۵ نوامبر ۱۹۹۶ کشف شد.
قدر مطلق سیارک برابر ۲۲.۴ است.